# Institut universitaire de technologie de Douala
L’Institut Universitaire de Technologie (IUT) de Douala est une institution des enseignements supérieurs publics au Cameroun.

## Histoire
L'IUT de Douala est rattachée à l’Université de Douala, située au Campus 2.